# بیمارستان مادران و اطفال ابدویک
بیمارستان مادران و اطفال ابدویک (به انگلیسی: Abudwak Maternity and Children's Hospital) بیمارستانی در سومالی است که در ۲۰۰۹ میلادی ساخته شد و دارای ۱۰ تخت است.